# 林家翹
林家翹（1916年7月7日—2013年1月13日），男，原籍福建福州，生於北平市，美籍华裔數學家、天體物理學家，中央研究院院士、美國國家科學院院士、中國科學院外籍院士。

## 生平

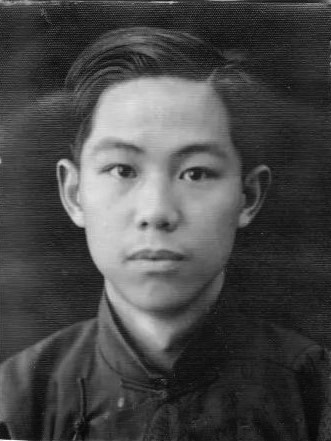
留学期间，林家翘护照上的肖像照（摄于1930年代末）

1937年畢業於清華大學物理系，1940年出國留學，1941年獲加拿大多倫多大學碩士學位；隨後轉赴美國進修，於1944年獲得加州理工學院博士學位。1943年至1945年任教於該校，1945年至1947年任教於布朗大學，1947年起任教於麻省理工學院數學系，歷任副教授、教授，最後以「學院教授」身份榮譽退休。
他在流體力學、應用數學領域享譽國際學術界，1958年獲選為中華民國中央研究院第二屆（數理科學組）院士，1962年獲選為美國國家科學院院士，1994年獲選為中國科學院外籍院士。曾獲列入《美國科學名人錄》，2001年11月被聘為清華大學教授，並於2002年8月回中國大陸定居，出任清華大學周培源應用數學研究中心名譽主任。
2013年1月13日凌晨4時50分在北京逝世。